# 波洛吉-亞年基
49°57′17″N 31°43′43″E / 49.95472°N 31.72861°E
波洛希-亞嫩基（烏克蘭語：Пологи-Яненки）是位於烏克蘭北部的村莊，由基辅州鲍里斯皮尔区的齊布利市鎮負責管轄。該村面積5.43平方公里，海拔高度105米，2001年人口678，人口密度每平方公里124.9人。